# Tipulodina fumifinis
Tipulodina fumifinis är en tvåvingeart som först beskrevs av Walker 1860.  Tipulodina fumifinis ingår i släktet Tipulodina och familjen storharkrankar. Inga underarter finns listade i Catalogue of Life.